# Saillant
Saillant è un comune francese di 298 abitanti situato nel dipartimento del Puy-de-Dôme nella regione dell'Alvernia-Rodano-Alpi.
La frazione Lissonnat di Saillant è bagnata dalle acque del fiume Ance.

## Società

### Evoluzione demografica
Abitanti censiti